# Мартириум
Мартириум (мартирий, мартирион) — культовое сооружение (храм, капелла, часовня), построенное над местом гибели или захоронения мученика, а также на месте, связанном с библейской историей.
О построении алтарей на местах смерти или захоронения мучеников и совершении там христианского богослужения упоминается уже в правилах Карфагенского собора 419 года: «память мучеников совсем да не совершается, разве если где-либо есть или тело, или некая часть мощей, или, по сказанию от верной древности переданному, их жилище, или стяжание, или место страдания».
Мартириумом раннехристианские тексты также называют постройки на местах, связанные со Страстями Христовыми в Иерусалиме: «И так утром в день воскресный служба совершается по обычаю в большой церкви, которая зовётся Мартириум. Зовется же она Мартириум потому, что находится на Голгофе, то есть за Крестом, где пострадал Господь, оттого и Мартирион».
В католических церквях мартириумом называется часть храма, в которой покоятся мощи мученика.